# Лорена Молінос
Лорена Молінос (порт. Lorena Molinos, 2 березня 1991) — бразильська синхронна плавчиня.
Учасниця Олімпійських Ігор 2016 року, де в змаганнях груп посіла 6-те місце.